# 資源リスク
資源リスク（しげんリスク）とは、石油などのエネルギーや金属などの産業上重要な原料が、需要の増大に対して供給が追いつかなくなることにより、社会的不安を招く恐れのある状況を指す。
2050年には、比較的資源が豊富と見られた鉄、白金でさえほぼ現有埋蔵量を使い切る資源消費が予想され、銅に至っては現有埋蔵量をしのぎ、埋蔵量ベース（経済限界を無視した埋蔵鉱量）でさえ超過する資源消費が予想されている。
このままの消費傾向が続くと仮定して、2050年に現有埋蔵量を使い切ることが予想されている資源はマンガン、亜鉛、鉛、銅、ニッケル、スズ、モリブデン、タングステン、アンチモン、コバルト、リチウム、銀、白金、インジウム、金、ガリウム、パラジウムなど、多数に上る。
このうち、埋蔵量ベースを超過する消費が予想されるのは、マンガン、亜鉛、鉛、銅、ニッケル、スズ、アンチモン、銀、白金、インジウム、金、パラジウムなど、これも多数に上る。

## 資源の持続可能性
環境経済学者のハーマン・デイリーは持続可能性の条件として以下の3項目を挙げている。
1）再生可能な資源の利用は再生可能な速度を超えない。
2）枯渇性資源の利用は代替できる再生可能資源の再生速度を超えない。
3）環境への排出は環境の浄化能力を超えない。
このうち2）については、レアメタルのように他の資源では代替できない機能の資源の場合に対応できず、持続可能性を保つことが困難である。

## 石垣島宣言
このような資源リスクを回避する努力を始める契機として、石垣島宣言が採択された。

### 資源利用の3つの原則
1. 資源を枯渇させない
2. 環境リスクを増やさない
3. 地域的世代的公正に配慮する

### 資源利用の4つの実践
1. 使わずにすむものは使わない
2. 丁寧に使う
3. 何度も使う
4. あるものを使う

石垣島宣言が採択される前、新聞などで資源リスク問題が記事として取り上げられ、NHKのクローズアップ現代（「“レアメタル”ショック～激化する資源争奪戦」2007年7月2日放映）でも危機的な状況が報道された。だが、それを受ける形で開かれたはずの石垣島の国際シンポジウムは注目されることはなく、石垣島宣言を記事として取り上げたのは地元の八重山毎日新聞のみという結果であった。

## 文献
- 資源制約の壁と代替材料開発の可能性 物材機構 原田幸明 (PDF)
- 石垣島宣言
- 石垣島宣言（英文）